# Camponotus carin
Camponotus carin är en myrart som beskrevs av Carlo Emery 1889. Camponotus carin ingår i släktet hästmyror, och familjen myror.

## Underarter
Arten delas in i följande underarter:
- C. c. babiensis
- C. c. carin
- C. c. tenuisquamis
- C. c. tipunus